# Club Hoquei Caldes
Maillots
Dernière mise à jour : 1er février 2019.
Le Club Hoquei Caldes est un club de rink hockey fondé en 1961 et situé à Caldes de Montbui dans le Vallès Oriental en Catalogne. Il évolue actuellement dans le championnat d'Espagne de rink hockey.